# Lisbon (New Hampshire)
Lisbon – miasto w Stanach Zjednoczonych, w stanie New Hampshire, w hrabstwie Grafton.